# John A. Wilson
John Albert Wilson (12 de septiembre de 1899 - 30 de agosto de 1976) fue un egiptólogo estadounidense que fue el Andrew MacLeish Servicio Distinguido Profesor de la Universidad de Chicago.
Después de graduarse de la Universidad de Princeton en 1920, fue profesor de Inglés en la Universidad Americana de Beirut. Allí conoció al miembro de la facultad Harold H. Nelson, quien lo introdujo en jeroglíficos y en 1923 para el famoso egiptólogo James Henry Breasted. Se le ofreció por medio de Breasted una beca en el Instituto Oriental, donde obtuvo su doctorado en 1926.
Fue enviado a Lúxor por Breasted como epigrafista y después de continuar sus estudios en Múnich y Berlín, regresó a Chicago y fue nombrado profesor asociado de Egiptología en la Universidad de Chicago en 1931. Sucedió a Breasted como director del Instituto Oriental, cuando murió en 1936. Continuó como director hasta 1946 después de dirigir el Instituto a través de un periodo difícil. Fue honrado por haber sido nombrado profesor de servicio distinguido en 1953.
Con la construcción de la presa de Asuán fue nombrado como representante de América y con el tiempo se convirtió en el presidente del Comité Consultivo de la Unesco para el salvamento de los monumentos de Nubia.
Tenía muchos honores que le fueron encomendados por varias universidades y sociedades, incluyendo: D. Lii. de Princeton (1961), D.H.L de la Universidad Loyola de Chicago, elegido miembro correspondiente de la Sociedad Arqueológica Alemana (1954), miembro de la Academia Americana de las Artes y las Ciencias (1968) y miembro correspondiente del Institut d'Egypte (1969). A través de un benefactor el John A. Wilson Professorship of Oriental Studies se inauguró en 1968. En su cumpleaños número setenta, exalumnos y colegas le regalaron un libro, Estudios en Honor de John A. Wilson (1969).